# 개릿 올슨
개릿 앤드루 올슨(Garrett Andrew Olson, 1983년 10월 18일 ~ )은 미국의 야구 선수이자, 전 KBO 리그 두산 베어스의 투수이다.

## 통산 성적

### 메이저 리그 시절

#### 연도별 투수 성적
| 연 도     | 소 속     | 등 판 | 선 발 | 완 투 | 완 봉 | 무 4 구 | 승 리 | 패 전 | 세 이 브 | 홀 드 | 승 률 | 타 자 | 이 닝 | 피 안 타 | 피 홈 런 | 볼 넷 | 고 4 | 몸 맞 | 탈 삼 진 | 폭 투 | 보 크 | 실 점 | 자 책 점 | 평 자 책 | W H I P |
| --------- | --------- | ----- | ----- | ----- | ----- | ------- | ----- | ----- | -------- | ----- | ----- | ----- | ----- | -------- | -------- | ----- | ---- | ----- | -------- | ----- | ----- | ----- | -------- | -------- | ------- |
| 2007년    | BAL       | 7     | 7     | 0     | 0     | 0       | 1     | 3     | 0        | 0     | .250  | 162   | 32.1  | 42       | 4        | 28    | 1    | 2     | 28       | 1     | 1     | 28    | 28       | 7.79     | 2.16    |
| 2008년    | BAL       | 26    | 26    | 0     | 0     | 0       | 9     | 10    | 0        | 0     | .474  | 621   | 132.2 | 168      | 17       | 62    | 1    | 8     | 83       | 6     | 0     | 100   | 98       | 6.65     | 1.73    |
| 2009년    | SEA       | 31    | 11    | 0     | 0     | 0       | 3     | 5     | 0        | 5     | .375  | 347   | 80.1  | 79       | 19       | 34    | 0    | 4     | 47       | 2     | 0     | 52    | 50       | 5.60     | 1.41    |
| 2010년    | SEA       | 35    | 0     | 0     | 0     | 0       | 0     | 3     | 1        | 1     | .000  | 172   | 37.2  | 42       | 6        | 15    | 1    | 0     | 31       | 4     | 0     | 20    | 19       | 4.54     | 1.51    |
| 2011년    | PIT       | 4     | 0     | 0     | 0     | 0       | 1     | 1     | 0        | 0     | .500  | 21    | 4.1   | 2        | 0        | 3     | 1    | 0     | 4        | 1     | 0     | 1     | 1        | 2.08     | 1.15    |
| 통산：5년 | 통산：5년 | 103   | 44    | 0     | 0     | 0       | 14    | 22    | 1        | 6     | .389  | 1323  | 287.1 | 333      | 46       | 142   | 4    | 14    | 193      | 14    | 1     | 201   | 196      | 6.14     | 1.65    |

- 2012년 기준

### 한국 프로 야구 시절
2012년 한국 프로야구 삼성 라이온즈에서 활약했던 브라이언 고든의 추천으로 두산 베어스와 계약을 하게 된다. 한국 야구 첫 선발등판은 2013년 3월 31일 대구 삼성 라이온즈전이었으며, 3이닝 3실점을 하고 강판되었다. 4월 12일 잠실 롯데 자이언츠전에 선발등판하였으나 오른쪽 허벅지 통증을 호소하며 0.2이닝 만에 조기강판되었고, 다음 날 1군 엔트리에서 제외되었다. 6월 1일 잠실 넥센 히어로즈전에 복귀 후 첫 선발등판하였고, 제구력은 전보다 많이 좋아진 듯 싶었지만 3.2이닝 만에 강판되고 말았다. 6월 13일 잠실 SK 와이번스전에서 5이닝 4실점을 했지만 한국야구 첫 승리투수가 되었다.
2013년 7월 16일 성적부진으로 방출되었다. 그 후 두산 베어스는 대체 선수로 데릭 핸킨스를 영입하였으며 본인(올슨)에 앞서 거물 좌완 오달리스 페레스를 2011년 영입할 예정이었으나 집안 문제 때문에 입단 테스트를 포기하고 은퇴를 선언하여 좌절됐다.

## 참조
1. ↑  두산 올슨 결국 퇴출…대체 용병 핸킨스 영입 - 마이데일리
2. ↑  박현철 (2013년 12월 10일). “‘재활용 사절’, 두산 달라진 外人 영입전”. OSEN. 2022년 6월 30일에 확인함.
3. ↑  이정호 (2011년 1월 28일). “‘용병 난항’ 두산, 페레스 불발·왈론드 재계약 포기”. 스포츠경향. 2022년 6월 30일에 확인함.